# أوريليا
أوريليا هي حيوان من قناديل البحر الشائعة التي تنتشر بكثرة في المياه الساحلية طافية فوق سطح الماء وسابحة ببطء بواسطة انقباضات منتظمة من جسمها، وتوجد ملقاة على رمال الشاطئ. والشكل السائد هو الشكل الميدوزي.

## الشكل الخارجي
الميدوزة قرصية الشكل، ويبلغ قطرها 10-25 سم، وتشبه مظلة جيلاتينية مزرقة اللون سطحها الظهري محدب قليلا وحافتها مزودة بلواس قصيرة جوفاء متراصة إلى جانب بعضها البعض إلا في 8 مواقع حيث توجد 8 ثلمات حافية تحوي 8 أعضاء حسية خاصة تعرف بالأكياس اللمسية tentaculocysts.